# Тьоне-дельї-Абруцці
Тьоне-дельї-Абруцці (італ. Tione degli Abruzzi) — муніципалітет в Італії, у регіоні Абруццо,  провінція Л'Аквіла.
Тьоне-дельї-Абруцці розташоване на відстані близько 105 км на схід від Рима, 27 км на південний схід від Л'Акуїли.
Населення — 314 осіб (2014).
Щорічний фестиваль відбувається 6 грудня. 

## Демографія
Населення за роками:

Станом на 1 січня 2023 року в муніципалітеті офіційно проживало 14 іноземців з 5 країн, серед них 9 громадян країн Євросоюзу.

## Сусідні муніципалітети
- Аччано
- Капорчіано
- Фонтеккьо
- Рокка-ді-Меццо
- Сечинаро